# 知多市立旭南中学校
知多市立旭南中学校（ちたしりつきょくなんちゅうがっこう）とは、愛知県知多市にある公立中学校である。

## 概要
旭公園の100m南に位置する。知多市立旭南小学校、知多市立旭東小学校、知多市立南粕谷小学校の学区に住む者が通学する。

### 学級数
平成31年度
- 普通学級 12学級
- 特別支援学級 3学級

### 部活動
運動部
- 野球部
- 陸上部
- テニス部
- バレー部
- 卓球部
- 柔道部
- 剣道部
- バスケ部

文化部
- 吹奏楽部
- 芸術部

その他
- 無所属

（クラブチームなどで活動したい生徒のみ）

## 沿革
1979年以前のできごとは知多市立知多中学校#沿革を参照。
- 1979年（昭和54年）4月1日 - 知多市立知多中学校から分離して創立。
- 1982年（昭和57年）3月 - 校歌制定。

## 出身著名人
- 阿部亮平 - 俳優
- 小沢一敬 - お笑い芸人、スピードワゴンのボケ
- 村屋光二 - ミュージシャン、redballoonの元メンバー